# Arkys dilatatus
Arkys dilatatus is een spinnensoort in de taxonomische indeling van de wielwebspinnen (Araneidae).
Het dier behoort tot het geslacht Arkys. De wetenschappelijke naam van de soort werd voor het eerst geldig gepubliceerd in 1978 door Balogh.